# アンリ・J・ペロタン
アンリ・ジョセフ・ペロタン（Henri Joseph Anastase (or Athanase) Perrotin, 1845年12月19日 - 1904年2月29日）は、フランスの天文学者。
はじめギヨーム・ビゴルダンと共に、トゥルーズ天文台でフェリックス・ティスラン の助手を務めた。1884年から没するまで、ニース天文台の所長を務めた。火星を観測し、金星の自転周期を求めようとした。小惑星(4)ベスタの軌道の摂動を計算した。
火星のクレータと小惑星ペロタンが彼の功績を記念して命名されている。
| (138) トロサ         | 1874年5月19日  |
| (149) メドゥーサ     | 1875年9月21日  |
| (163) エリゴネ       | 1876年4月26日  |
| (170) マリア         | 1877年1月10日  |
| (180) ガルムナ       | 1878年1月29日  |
| (252) クレメンティナ | 1885年10月11日 |